# Qubalıbalaoğlan
Qubalıbalaoğlan è un comune dell'Azerbaigian situato nel distretto di Hacıqabul. Conta una popolazione di 2 865 abitanti.